# Calendar Girl (1993)
Calendar Girl is een Amerikaanse filmkomedie uit 1993, geregisseerd door John Whitesell.

## Verhaal
In de begin jaren zestig gaan de drie vrienden Roy, Ned en Scott naar Hollywood om hun idool Marilyn Monroe te ontmoeten. De zoektocht verloopt niet vlekkeloos, maar geduld zal uiteindelijk beloond worden.

## Rolverdeling
| Acteur             | Personage               |
| ------------------ | ----------------------- |
| Jason Priestley    | Roy Darpinian           |
| Gabriel Olds       | Ned Bleuer              |
| Jerry O'Connell    | Scott Foreman           |
| Joe Pantoliano     | Harvey Darpinian        |
| Steve Railsback    | Vader van Roy           |
| Kurt Fuller        | Arturo Gallo            |
| Stephen Tobolowsky | Antonio Gallo           |
| Emily Warfield     | Becky O'Brien           |
| Leslie Wing        | Moeder van Ned          |
| Liz Vassey         | Sylvia                  |
| Stéphanie Anderson | Marilyn Monroe          |
| Cortney Page       | Stem van Marilyn Monroe |
| Christine Taylor   | Melissa Smock           |
| Chubby Checker     | Zichzelf                |

## Achtergrond
Het intro van de film werd voorzien van de gelijknamige hit van Neil Sedaka die ook gelijktijdig met de film werd uitgebracht op de officiële soundtrackalbum.